# 小行星8414
小行星8414（8414 Atsuko）是一颗绕太阳运转的小行星，为主小行星带小行星。该小行星于1996年10月9日发现。

## 轨道参数
小行星8414的轨道半长轴为2.3856221 UA，离心率为0.105。